# Pałac w Objezierzu
Pałac w Objezierzu – zabytkowy pałac we wsi Objezierze (województwo wielkopolskie).
Klasycystyczny pałac wybudowany w latach 1792-1798 według projektu Jana Chrystiana Kamsetzera dla  Anieli Węgorzewskiej z Kwileckich. Kolejnym właścicielem był Wincenty Turno, który w 1841 przebudował obiekt. Wtedy od frontu dobudowano portyk z czterema kolumnami jońskimi podtrzymującymi fronton z fryzem, zawierającym   sentencję w j. łac.  z psalmu Dawida Non nobis domine non nobis sed domini tuo da gloriam (Nie nam Panie, nie nam, ale imieniu Twojemu na chwałę, Ps 115,1).
Obiekt jest częścią zespołu pałacowego, w skład którego wchodzą jeszcze:
- park z końca XVIII w. zmieniany do XIX w.
- dom ogrodnika z XIX w.[5].